# Генадий Падалка
Генàдий Ивàнович Пàдалка е съветски и руски космонавт, 89-и в Русия, 381-ви в света човек в космоса. Офицер от ВВС на Русия, полковник, Военен летец първи клас.
Герой на Руската федерация и Летец-космонавт на Руската федерация (1999 г.). Лауреат на 3 ордена „За заслуги пред Отечеството“ (2005, 2010, 2014) и Награда на правителството на Руската федерация в областта на науката и техниката.

## Биография
Роден е на 21 юни 1958 г. в Краснодар, СССР (дн. Русия). След завършване на средно образование в родния си град, постъпва в Ейското висше военноавиационно училище, което завършва през 1979 г. Около 10 години служи във ВВС на СССР. През януари 1989 г. е препоръчан за космонавт и през април 1989 г. с министерска заповед е зачислен в Центъра за подготовка на космонавти. Следват две години на общокосмическа подготовка и от 1991 г. е „космонавт-изпитател“. Започва подготовка за полети на станцията „Мир“.

## Космическа дейност
През 1996 г. е командир на дублиращия екипаж на Експедиция 24, заедно със Сергей Авдеев и Жан-Пиер Еньоре (Франция).
Първия си полет Генадий Падалка извършва като командир на кораба Союз ТМ-28 от 13 август 1998 до 28 февруари 1999 г. Продължителността на полета е 198 денонощия 16 часа 31 минути 20 секунди.
После е дубльор на командира на екипажа на Експедиция 4, излетял със совалката „Индевър“ на 5 декември 2001. Дубльор е и на командира на екипажа на кораба Союз ТМ-34, заедно с Олег Кононенко.
Втория си полет осъществява с кораба Союз ТМА-4 от 19 април до 24 октомври 2004 г. като командир, заедно с Едуард Финки. Продължителността му е 187 денонощия 21 часа 16 минути 9 секунди.
Дубльор е на командира на екипажа на кораба Союз ТМА-13, излетял през октомври 2008 г.
На 26 март 2009 г. Генадий Падалка полита за трети път в космоса като командир на кораба Союз ТМА-14. В екипажа са още Майкъл Барат и космическия турист Чарлс Симони. Полетът протича до 11 октомври 2009 г. и е с продължителност 198 денонощия и 16 часа.
На 15 май 2012 г. е изстрелян Союз ТМА-04М. Генадий Падалка е командир на кораба, борден инженер на 31-ва и командир на 32-ра основна експедиция на МКС.
Назначен е за дубльор на командира на Союз ТМА-14М, стартирал през 2014 г.
На 27 март 2015 г. стартира като командир на Союз ТМА-16М и 43-та/44-та основна експедиция на МКС. Приземява се заедно с посетителска експедиция 18 на МКС.
| Космически полети на Генадий Падалка                                   | Космически полети на Генадий Падалка | Космически полети на Генадий Падалка | Космически полети на Генадий Падалка | Космически полети на Генадий Падалка |
| №                                                                      | Начало                               | КК                                   | Функции                              | Продължителност                      |
| ---------------------------------------------------------------------- | ------------------------------------ | ------------------------------------ | ------------------------------------ | ------------------------------------ |
| 1                                                                      | 13 август 1998                       | „Союз ТМ-28“                         | Командир                             | 198 денонощия 16 ч. 31 мин. 10 сек.  |
| 2                                                                      | 19 април 2004                        | „Союз ТМА-4“                         | Командир                             | 187 денонощия 21 ч. 16 мин. 9 сек.   |
| 3                                                                      | 26 март 2009                         | „Союз ТМА-14“                        | Командир                             | 198 денонощия 16 ч. 42 мин. 25 сек.  |
| 4                                                                      | 15 май 2012                          | „Союз ТМА-04М“                       | Командир                             | 124 денонощия 23 ч. 51 мин. 30 сек.  |
| 5                                                                      | 27 март 2015                         | „Союз ТМА-16М“                       | Командир                             | 168 денонощия 5 ч. 8 мин. 34 сек.    |
| Сумарно време в космоса – 878 денонощия 11 часа 29 минути и 48 секунди |                                      |                                      |                                      |                                      |

При завръщането от последния полет на 29 юни 2015 г. Генадий Падалка поставя световен рекорд по сумарен престой в космоса с 878 д. 11 ч. 29 мин. и 48 сек. Подобрява постижението на Сергей Крикальов (803 д. 9 ч. и 42 мин.). Рекордът е одобрен от утвърден от Международната авиационна федерация на 15 април 2016 г. под номер 17803. Той продължава повече от 9 години до 23.9.2024 г., когато е подобрен от Олег Кононенко – 1110 д. 14 ч. и 58 мин.
По време на петте си полета Падалка е извършил общо 10 излизания в открития космос (едното е в разхерметизирания модул „Спектър“ на станцията „Мир“. Общата им продължителност е 38 часа и 26 минути.
Падалка изказва готовност и за шести полет, обаче не го назначават в екипаж. В отряда на космонавтите има такива, които не са летяли в космоса, а е приет и нов набор. През април 2017 г. поради липса на перспективи за полет и неангажираност, заедно с още трима Падалка подава заявление за отчисляване от отряда на космонавтите. От 28 април 2017 г. е освободен е от длъжност и уволнен от Центъра за подготовка на космонавти (ЦПК).
След уволнението си Генадий Падалка публикува отворено писмо, в което критикува ръководителя на Центъра за подготовка на космонавти Юрий Лончаков и призовава за неговото уволнение.

## Личен живот
Женен е, баща на три дъщери (род. 1979, 1985 и 2000 г.). Има две по-малки сестри.
В свободното си време се занимава с радиолюбителство (позивна RN3DT) и пътешествия. През 2005 г. участва в полет с въздушен балон над Северния полюс, а в началото на юни 2016 г., малко преди да навърши 58 години изкачва връх Елбрус.
Увлича се от театър, отборни спортове, бягане, ски, бадминтон, парашутизъм, плуване и гмуркане.
Той е първият човек, извършил топография на очите и ехография на борда на МКС и селфи в открития космос.

## Награди
- Герой на Русия и Летец-космонавт на Русия (5 април 1999) – за мъжество и героизъм, проявени по време на космическия полет на двадесет и шеста основна експедиция на орбиталния научноизследователски комплекс „Мир“[14]

- Орден „За заслуги пред Отечеството“ – II степен (22 май 2014) – за постигнати трудови успехи, значителен принос в социално-икономическото развитие на Руската федерация, заслуги в изследването на космоса, хуманитарната сфера, укрепване на върховенството на закона, активна законодателна и обществена дейност, дългогодишна добросъвестна работа[15]
- Орден „За заслуги пред Отечеството“ – III степен (2 април 2010) – за мъжество и висок професионализъм, проявени по време на космически полет на Международната космическа станция[16]
- Орден „За заслуги пред Отечеството“ – IV степен (5 май 2005) – за голям принос в укрепването на законността и руската държавност, приятелството и сътрудничеството между народите, патриотичното възпитание на младежта и развитието на науката[17]
- Лауреат на наградата на Правителството на Руската федерация в областта на науката и техниката[2]
- Медал „За заслуги в изследването на космоса“ (12 април 2011) – за големи постижения в областта на изследването, развитието и използването на космическото пространство, дългогодишна добросъвестна работа, активна обществена дейност[18]

- Медал „70 години Въоръжени сили на СССР“ (1988)
- Медали „За безупречна служба“ I, II и III степен
- Медал „Алексей Леонов“ (Кемеровска област, 2015) – за десет извършени излизания в открития космос[19]
- Почетен гражданин на Краснодар.[3]